# Diploschistes cinereocaesius
Diploschistes cinereocaesius är en lavart som först beskrevs av Olof Swartz, och fick sitt nu gällande namn av Vain. Diploschistes cinereocaesius ingår i släktet Diploschistes och familjen Graphidaceae.   Inga underarter finns listade i Catalogue of Life.